# Stefanie Sun

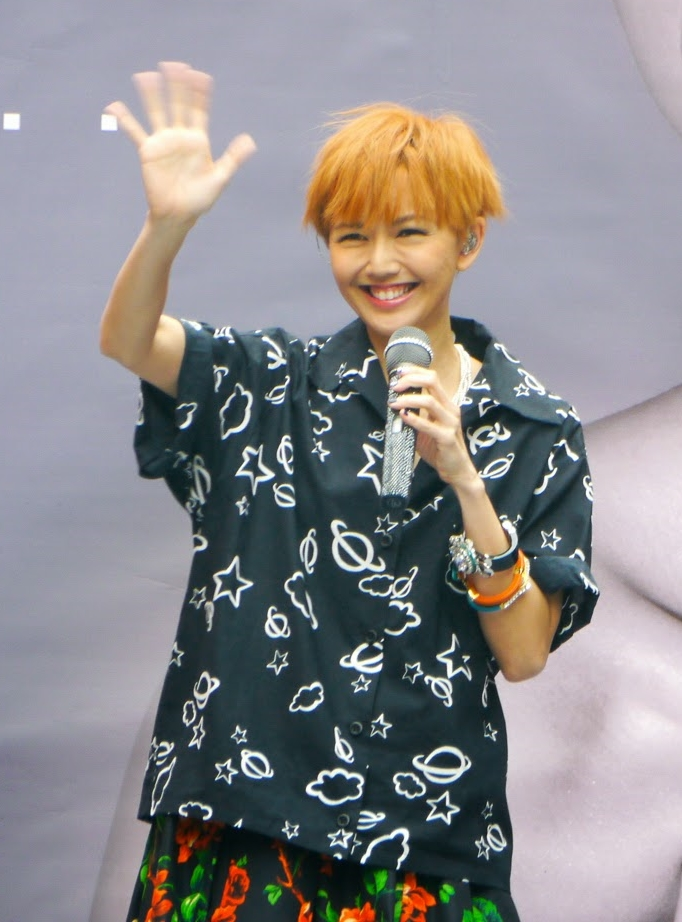
Stefanie Sun

Stefanie Sun (Língua chinesa= tr=孙燕姿/ simpl=孫燕姿, Pinyin=Sūn Yànzī, Teochew= Sng Yì-che/Sng Ee Tze de 1978) é uma cantora de Singapura ,  canta em inglês, mandarim e nos outros dialectos. É muito popular na Ásia. 
Estudou em St Margaret's Secondary School, Raffles Girls' School e marketing em Saint Andrew's Junior College.  

## Discografia
| Anos | Nome(zh)                       | Nome(en)                                    |
| ---- | ------------------------------ | ------------------------------------------- |
| 2000 | 孫燕姿                         | Yan Zi (self-titled)                        |
| 2000 | 我要的幸福                     | My Desired Happiness                        |
| 2001 | 風筝                           | Kite                                        |
| 2002 | 自選集                         | Start                                       |
| 2002 | Leave                          | Leave                                       |
| 2002 | 半成年主張                     | ? (Track 6, 王子面 Kid and Dream)           |
| 2003 | 未完成                         | To Be Continued...                          |
| 2003 | 這一刻                         | The Moment                                  |
| 2003 | 七年級生                       | Born in 80s (Track 3, 第六感 "Sixth Sense") |
| 2004 | Stefanie                       | Stefanie                                    |
| 2005 | 双栖动物                       | Amphibian                                   |
| 2005 | 完美的一天                     | A Perfect Day                               |
| 2006 | My Story, Your Song 經典全紀錄 | My Story, Your Song                         |
| 2007 | 逆光                           | against the Light                           |
| 2011 | 是时候                         | It's Time                                   |
| 2014 | 克卜勒                         | Kepler                                      |

## Prêmios
| Ano  | Prêmio |
| ---- | --- |
| 2000 | - TVB 8 Mandarin Music Awards (Hong Kong), Best Newcomer - Hong Kong's Radio Station, Most Promising Artist - Channel V Music Awards (Beijing), Best newcomer - Channel V Music Awards (Beijing), Song of the Year - Singapore Hit Awards, Most Promising Artiste - Ming Sheng Bao Top 10 Stars, Most Promising Artiste - China Music Awards, Best Newcomer - China Music Awards, Best Female Vocal                                                                    |
| 2001 | - Golden Melody Awards (Taiwan), Best newcomer - MTV Chinese, Top 10 Most Popular Artist - Golden Melody Awards (Malásia), "Hong Ren" of the year (Gold) - 1st Global Chinese Music Awards, Top 20 Songs for "My Desired Happiness" (我要的幸福) - Singapore Hit Awards, Best Local Artiste - Singapore Hit Awards, Best New Act (Gold) |
| 2002 | - Singapore Hit Awards, Most Popular Female Artiste - Singapore Hit Awards, Best-Selling Female Artiste - Singapore Hit Awards, Best Local Artiste - MTV Asia Awards, Singapore Most Popular Singer - 2nd Global Chinese Music Awards, Most Popular Female Singer - 2nd Global Chinese Music Awards, Outstanding Singer Singapore - 2nd Global Chinese Music Awards, Best Album - 2nd Global Chinese Music Awards, Top 20 Songs for "我不爱"                           |
| 2003 | - Singapore Hit Awards, Best Local Artiste - Singapore Hit Awards, Best Performing Regional Female Artiste - MTV Asia Awards, Singapore Most Popular Singer - 3rd Global Chinese Music Awards, Outstanding Singer Singapore - 3rd Global Chinese Music Awards, Most Popular Female Singer - 3rd Global Chinese Music Awards, Best Album (未完成) - 3rd Global Chinese Music Awards, Top 20 Songs for "Mystical" (神奇)                                                 |
| 2004 | - Singapore Hit Awards, Best Local Artiste - MTV Asia Awards, Singapore Most Popular Singer - 4th Global Chinese Music Awards, Outstanding Singer Singapore - 4th Global Chinese Music Awards, Most Popular Female Singer - 4th Global Chinese Music Awards, Top 20 Songs for "遇见" |
| 2005 | - Golden Melody Awards (Taiwan), Best Female Mandarin Singer - MTV Video Music Awards Japan, Best buzz ASIA from Taiwan - MTV Asia Awards, Singapore Most Popular Singer - Singapore Hit Awards, Best Local Female Artiste - Singapore Hit Awards, Best Female Vocalist - Singapore Hit Awards, Best Performing Regional Female Artiste - Singapore Hit Awards, Y.E.S. 93.3FM Most Popular Song (同类) - 5th Global Chinese Music Awards, Top 5 Popular Female Singers |
| 2006 | - 6th Global Chinese Music Awards, Outstanding Singer (Singapore) - 6th Global Chinese Music Awards, Top 5 Popular Female Singers - 6th Global Chinese Music Awards, Most Popular Female Singer - 6th Global Chinese Music Awards, Best Album (完美的一天) - 6th Global Chinese Music Awards, Top 20 Songs for "A Perfect Day" (完美的一天) |